# 夏月都
夏月 都（かげつ みやこ、6月7日 - ）は、元宝塚歌劇団月組の娘役。元月組副組長。
神奈川県厚木市、市立厚木中学校出身。身長160cm。愛称は「なつこ」、「なっちゃん」。

## 来歴
2000年、宝塚音楽学校入学。
2002年、宝塚歌劇団に88期生として入団。入団時の成績は17番。星組公演「プラハの春／LUCKY STAR!」で初舞台。その後、月組に配属。
2018年11月19日付で月組副組長に就任。
2022年10月9日、「グレート・ギャツビー」東京公演千秋楽をもって、宝塚歌劇団を退団。

## 宝塚歌劇団時代の主な舞台

### 初舞台
- 2002年4 - 5月、星組『プラハの春』『LUCKY STAR!』（宝塚大劇場のみ）

### 月組時代
- 2002年8 - 12月、『長い春の果てに』『With a Song in my Heart』
- 2003年1 - 2月、『春ふたたび』 - 村の女『恋天狗』 - 男の子（バウホール）
- 2003年4 - 8月、『花の宝塚風土記（ふどき）』『シニョール ドン・ファン』
- 2003年11 - 2004年3月、『薔薇の封印』
- 2004年4 - 5月、『愛しき人よ-イトシキヒトヨ-』（バウホール・日本青年館） - ミーナ・ベルバトフ
- 2004年6 - 10月、『飛鳥夕映え』『タカラヅカ絢爛II』
- 2005年2 - 5月、『エリザベート』 - 娼婦、新人公演：侍女（本役：羽咲まな）
- 2005年7 - 8月、『BourbonStreet Blues』（バウホール） - マイラ／先生[2]
- 2005年9 - 12月、『JAZZYな妖精たち』 - パトリック（子供時代）、新人公演：ジーニー（本役：白華れみ）『REVUE OF DREAMS』
- 2006年1 - 2月、『あかねさす紫の花』 - 文月『REVUE OF DREAMS』（中日劇場）
- 2006年5 - 8月、『暁（あかつき）のローマ』『レ・ビジュー・ブリアン』
- 2006年10月、『オクラホマ!』（日生劇場） - ケイト
- 2007年1 - 4月、『パリの空よりも高く』 - 新人公演：ドリー（本役：白華れみ）『ファンシー・ダンス』
- 2007年5月、『ハロー!ダンシング』（バウホール）
- 2007年8 - 11月、『MAHOROBA』『マジシャンの憂鬱』 - 新人公演：ギゼラ（本役：出雲綾）
- 2007年12 - 2008年1月、『HOLLYWOOD LOVER』（バウホール・日本青年館） - ナンシー・ベネット
- 2008年3 - 7月、『ME AND MY GIRL』 - 新人公演：アナスタシア・ブラウン夫人（本役：美鳳あや）[2]
- 2008年9月、『グレート・ギャツビー』（日生劇場） - キャサリン
- 2008年11 - 2009年2月、『夢の浮橋』 - 六の君、新人公演：女一の宮（本役：花瀬みずか）『Apasionado!!』
- 2009年3月、『二人の貴公子』（バウホール） - 王妃
- 2009年5 - 8月、『エリザベート』 - ヴィンディッシュ嬢[2]
- 2009年10 - 12月、『ラスト プレイ』『Heat on Beat!（ヒート オン ビート）』
- 2010年2月、『HAMLET!!』（バウホール・日本青年館） - ムーニョ
- 2010年4 - 7月、『THE SCARLET PIMPERNEL（スカーレット ピンパーネル）』 - ケイト
- 2010年9 - 11月、『ジプシー男爵-Der Zigeuner Baron-』 - マルギット『Rhapsodic Moon（ラプソディック・ムーン）』
- 2010年12 - 2011年1月、『STUDIO 54（スタジオ フィフティフォー）』（ドラマシティ・日本青年館） - アンナ・マリー
- 2011年3 - 5月、『バラの国の王子』 - 家臣（ヒツジ）／家臣（女）『ONE』
- 2011年7 - 10月、『アルジェの男』 - エルザ『Dance Romanesque（ダンス ロマネスク）』
- 2011年11 - 12月、『我が愛は山の彼方に』『Dance Romanesque（ダンス ロマネスク）』（全国ツアー）
- 2012年2 - 4月、『エドワード8世』 - キャサリン・ロジャース／公女エリザベス『Misty Station』
- 2012年6 - 9月、『ロミオとジュリエット』
- 2012年10 - 11月、『春の雪』（バウホール・日本青年館） - 清顕の祖母／増田とみ[2]
- 2013年1 - 3月、『ベルサイユのばら-オスカルとアンドレ編-』 - オルタンス
- 2013年5月、『月雲（つきぐも）の皇子（みこ）』（バウホール） - 蜻蛉[2]
- 2013年7 - 10月、『ルパン-ARSÈNE LUPIN-』『Fantastic Energy!』
- 2013年11 - 12月、『THE MERRY WIDOW』（ドラマシティ・日本青年館） - オルガ
- 2013年12月、『月雲（つきぐも）の皇子（みこ）』（天王洲 銀河劇場） - 蜻蛉
- 2014年3 - 6月、『宝塚をどり』『明日への指針 -センチュリー号の航海日誌-』 - マダム・アキュー『TAKARAZUKA 花詩集100!!』 - 蘭の歌姫
- 2014年7 - 8月、『宝塚をどり』『明日への指針-センチュリー号の航海日誌-』 - ドーラ社長『TAKARAZUKA 花詩集100!!』（博多座）
- 2014年9 - 12月、『PUCK（パック）』 - マリア『CRYSTAL TAKARAZUKA-イメージの結晶-』
- 2015年2 - 3月、『風と共に去りぬ』（中日劇場） - メリーウェザー夫人
- 2015年4 - 7月、『1789-バスティーユの恋人たち-』 - トランプの女
- 2015年9月、『DRAGON NIGHT!!』（ドラマシティ・文京シビックホール）[2]
- 2015年11 - 2016年2月、『舞音-MANON-』 - アンヌ＝マリー・モラン『GOLDEN JAZZ』
- 2016年3 - 4月、『激情』 - エステル『Apasionado（アパショナード）!!III』（全国ツアー）
- 2016年6 - 9月、『NOBUNAGA〈信長〉-下天の夢-』 - 菅屋長頼の妻『Forever LOVE!!』
- 2016年10月、『FALSTAFF』（バウホール） - ゲートルード（乳母）
- 2017年1 - 3月、『グランドホテル』 - マダム・ピーピー『カルーセル輪舞曲（ロンド）』
- 2017年4 - 5月、『瑠璃色の刻（とき）』（ドラマシティ・TBS赤坂ACTシアター） - ポリニャック伯爵夫人
- 2017年7 - 10月、『All for One』 - 乳母マドレーヌ
- 2017年12月、『Arkadia-アルカディア-』（バウホール） - ルネ
- 2018年2 - 5月、『カンパニー-努力（レッスン）、情熱（パッション）、そして仲間たち（カンパニー）-』 - 社長秘書『BADDY（バッディ）-悪党（ヤツ）は月からやって来る-』 - ムームー
- 2018年6 - 7月、『THE LAST PARTY〜S.Fitzgerald's last day〜』（日本青年館・ドラマシティ） - MIYAKO／ローラ・ガスリー／記者
- 2018年8 - 11月、『エリザベート-愛と死の輪舞（ロンド）-』 - ルドヴィカ公爵夫人
- 2019年1月、『ON THE TOWN（オン・ザ・タウン）』（東京国際フォーラム） - マダム・ディリー
- 2019年3 - 6月、『夢現無双』 - お杉『クルンテープ 天使の都』 Wエトワール [5]
- 2019年7 - 8月、『ON THE TOWN（オン・ザ・タウン）』（梅田芸術劇場） - マダム・ディリー
- 2019年10 - 12月、『I AM FROM AUSTRIA-故郷（ふるさと）は甘き調（しら）べ-』 - ヘルタ・ヴァルトフォーゲル
- 2020年2月、『赤と黒』（御園座） - サン・クレール夫人
- 2020年9 - 2021年1月、『WELCOME TO TAKARAZUKA-雪と月と花と-』『ピガール狂騒曲』 - ヴァネッサ
- 2021年2 - 3月、『ダル・レークの恋』（TBS赤坂ACTシアター・ドラマシティ） - アルマ
- 2021年5 - 8月、『桜嵐記（おうらんき）』 - 老年の女『Dream Chaser』
- 2021年10 - 11月、『川霧の橋』 - お蝶『Dream Chaser-新たな夢へ-』（博多座）
- 2022年1 - 3月、『今夜、ロマンス劇場で』 - ばあや『FULL SWING!』
- 2022年5月、『ブエノスアイレスの風』（日本青年館・ドラマシティ） - メルセデス／母
- 2022年7 - 10月、『グレート・ギャツビー』 - ヒルダ 退団公演[2]

### 出演イベント
- 2002年9月、『レビュー記念日』
- 2003年9 - 10月、紫吹淳コンサート『Lica-Rika／L.R』[6]
- 2004年12月、彩輝直バウ・パフォーマンス『熱帯夜話』
- 2005年6月、『ゴールデン・ステップス』
- 2007年1月、『清く正しく美しく』
- 2008年3月、『ME AND MY GIRL』前夜祭
- 2009年6月、『百年への道』
- 2012年3月、霧矢大夢ディナーショー『Grand Dreamer』

## 宝塚歌劇団退団後の主な活動

### 舞台
- 朗読劇『手紙』
  - 2023年2月、（アルカイックホール）[7]
  - 2024年2月、（紀尾井小ホール）[8]

### ラジオドラマ
- FMシアター（NHK-FM）
  - 『坂多き 僕らの町に 照り降り雨』（2024年11月2日） -  蘭 役[9]
- 青春アドベンチャー（NHK-FM）
  - 『星のスケッチブック』（2024年9月、全5回）[10]

### イベント
- 2023年9月、朗読劇「ちいちゃんのかげおくり」（厚木市依知小学校）[11][12]